# خوشبختی فرارسیده است
خوشبختی فرا رسیده‌است (ایتالیایی: È arrivata la felicità) یک مجموعهٔ تلویزیونی کمدی-درام ایتالیایی است که در سال ۲۰۱۵ میلادی منتشر شد.

## بازیگران
- کلاودیو سانتاماریا
- کلاودیا پاندولفی
- اتوره باسی
- جولیا بویلاکوئا
- میریام کاتانیا
- نینتو داولی
- فدریکا دِ کولا
- ادویژ فنش
- آندرئا لینتوتسی سنکا
- پائولو ماتسارلی
- کاترینا مورینو
- آلساندرو روخا
- لونتا ساوینو
- سیمونا تابسکا
- ماسیمو ورتمولر
- والریا فلوره
- کامیلا سمینو فاوْرو
- پیا ولسی